# Tymošivka (Čerkaský rajón)
Tymošivka, ukrajinsky Тимошівка, je ves na Ukrajině v Kamjanské městské komunitě, která je  v Čerkaském rajónu Čerkaské oblasti. V roce 2009 v Tymošivce žilo 811 obyvatel.

## Historie
Ves byla založena v polovině 17. století. Počátkem 30. let 20. století byla ves postižena hladomorem. Ve 2. světové válce padlo 126 zdejších občanů. V bojích o Tymošivku padlo 23 sovětských vojáků.

## Osobnosti
- Karol Szymanowski (1882–1937), polský hudební skladatel